# Населення

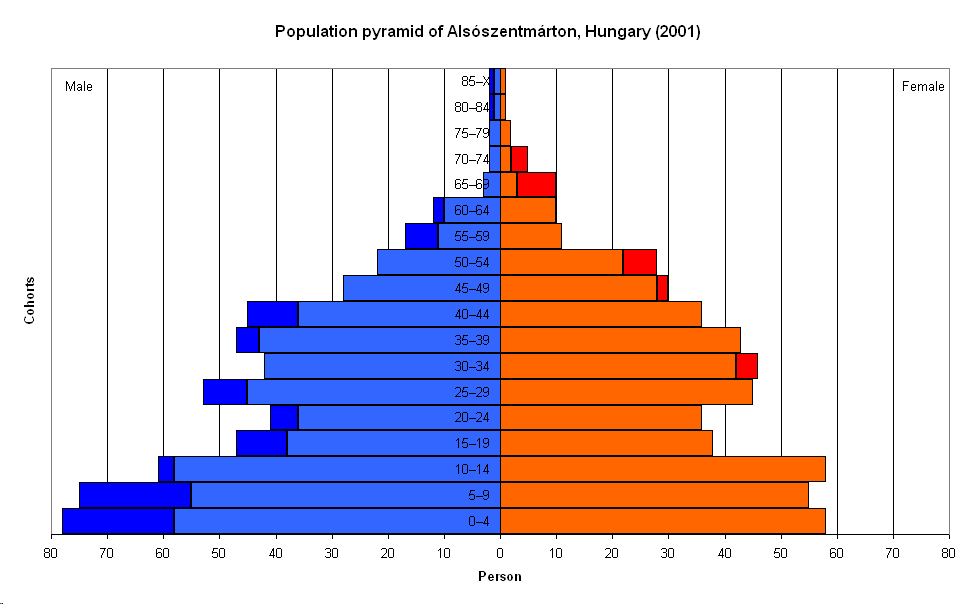
«Демографічна Піраміда» — Графічний метод відображення статево-вікового складу населення

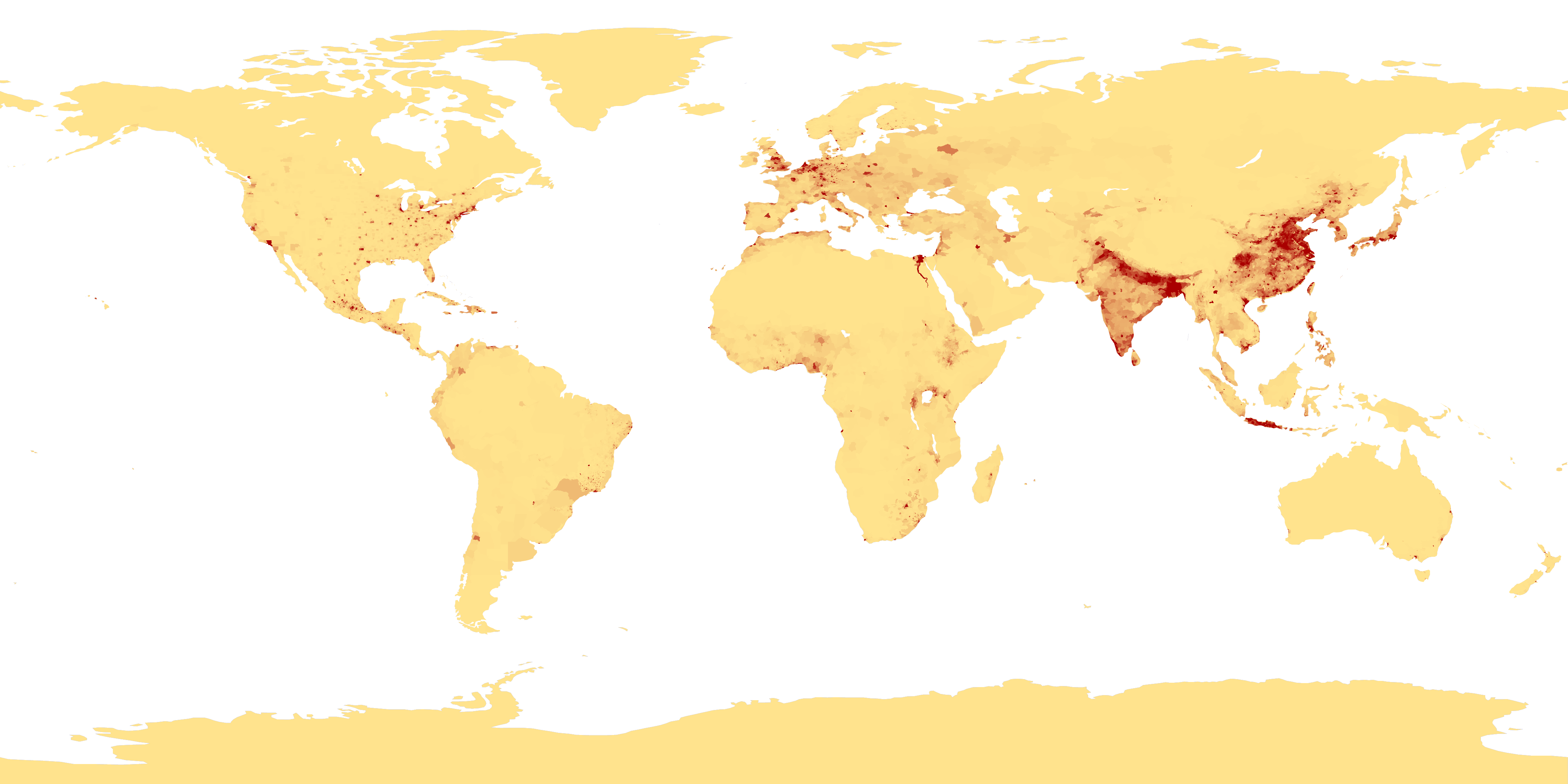
Розміщення всесвітнього населення у 1994.

Насе́лення — сукупність людей, що постійно живуть у межах певної території (районі, місті, області, частини країни, країні, континенту чи всієї земної кулі тощо). Наука, яка вивчає розмір, структури, динаміку руху і розвиток людності, зветься демографією.
Населення з погляду демографії має статеву, вікову, соціальну, етнічну (та ін.) структури.
Процеси народження, старіння, смертності, зміни поколінь — у демографії звуться природним рухом населення. На відміну від нього — міграція зветься механічним рухом населення.

## Стан населення на сьогодні у світі
За даними демографічної науки на початку нашої ери на Землі налічувалося близько 200 млн осіб, у 1000 р. — 275 млн, у середині 17 ст. — 500 млн, у 1850 — 1,3 млрд, у 1900 — 1,6 млрд, у 1950 — 2,5 млрд, у 1970 — 3,6 млрд, за даними на 1999 рік, чисельність населення світу становила 6 млрд.
Тепер населення Землі становить 8.184.771.220 особа. За ХХ ст. кількість людей зросла вчетверо. У містах проживає 51 % населення, у селах — 49 % (див. також: урбанізація).

## Стан населення Євросоюзу
За данними Євростату сукупне населення ЄС за підсумками 2024 року досягло рекордної позначки у 450,4 мільйона осіб.

## Стан населення України
Загальна кількість населення України, за загальними підрахунками, наприкінці XVIII століття становила 7,9 мільйона осіб. До середини XIX століття зросло до 12,1 млн.
У 1913 році кількість населення сягала 35,2 мільйона осіб.
Сьогочасні тенденції демографічного розвитку України характеризуються багатьма чинниками — стабілізацією рівня народжуваности і смертности , зменшення дитячої та материнської смертности, старіння населення, значне погіршення здоров'я. Удвоє більше людей помирає, ніж народжується. Україна мала населення 52,2 млн осіб 1992 року та була шостою з найбільших країн Європи на час здобуття незалежности. З того часу її населення зменшилась на 4,6 млн осіб (9,7 %) за 11 років. Неважко спрогнозувати яка низька буде чисельність населення, якщо вона буде зменшуватись майже на півмільйона щороку. Ясно, що значне старіння населення призведе до збільшення демографічного навантаження на працездатне населення.
Чисельність населення України на 1 липня 2020 становила 43 733 762 осіб. За чисельністю населення країна займає сьоме місце в Європі після Росії, Німеччини, Франції, Великої Британії, Італії та Іспанії і 35-те у світі. Середня густота населення 77 осіб на 1 квадратний кілометр. Густота  населення найбільша в Донецькій, Луганській, Дніпропетровській, Харківській областях, найменша в Херсонській, Чернігівській, Кіровоградській та Житомирській областях. В національному складі переважають етнічні українці, що становлять понад 79 % всіх громадян України.
Тепер Україна стоїть перед порогом глибокої демографічної кризи, переступивши який буде неможливо відновити навіть сьогоднішню чисельність населення. Проте на державному рівні не приділяється достатньої уваги для вирішення цих проблем. Успіх економічних перетворень неможливий без рішучих дій у соціально-демографічній області. З кожним роком ця проблема стає дедалі актуальнішою для майбутнього України.
МВФ 2024 року прогнозував зменшення населення України з 41 мільйона у 2021 році до 33 мільйонів у 2025 році, з поступовим зростанням до 34,5 мільйона у 2027 році.
Заступник директора з наукової роботи Інституту демографії та проблем якості життя НАНУ Олександр Гладун назвав цифру близько 29 мільйонів людей, які наразі проживають на підконтрольній Україні території такою, що ймовірно відповідає дійсності у 2025 році.